# Kalmukia

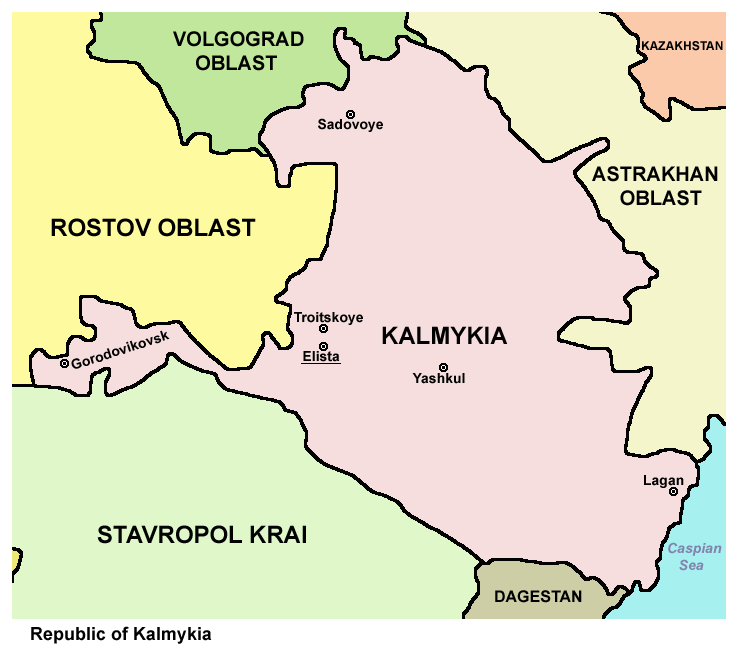

Kalmukia o Calmuquia, oficialmente denominada República de Kalmukia (en calmuco: Хальмг Таңһч; en ruso: Республика Калмыкия), es una república de Rusia, con capital en Elistá. Está ubicada en el distrito Sur limitando al norte con Rostov y Volgogrado, al este con Astracán, al sur con el mar Caspio y al oeste con Daguestán y Krai de Stávropol. Es el único territorio de Europa donde el budismo es la religión mayoritaria.

## Historia
Los ancestros de los calmucos, los oiratos, provinieron de las estepas del sur de Siberia y se instalaron desde las riberas del río Irtish hasta la región del bajo Volga, a la cual arribaron alrededor del año 1630. Se consideran como teorías de este desplazamiento la búsqueda de pastos para sus rebaños.
La región era habitada por la Horda de Nogái, una confederación de tribus de habla túrquica, quienes fueron expulsados a las planicies del Cáucaso y hacia el Janato de Crimea, ambas áreas bajo el control del Imperio otomano.
Los calmucos se asentaron en una amplia estepa que comprende desde Sarátov al norte, Astracán sobre el delta del río Volga al sur y el río Térek al suroeste. Se establecieron a ambos lados del Volga desde el río Don al oeste al río Ural al este. Con el tiempo, la zona fue incorporada al Zarato ruso, aunque sin ser colonizada por rusos, lo que originó eventualmente la fundación del Janato Calmuco. 
Con tan solo 25 años de haberse establecido en el área del bajo Volga, los calmucos quedaron bajo el dominio del zar ruso. A cambio de la protección de la frontera sur de Rusia, a los calmucos se les prometió un sueldo anual y el acceso a los mercados de los asentamientos de la frontera rusa. El libre acceso a los mercados de Rusia debía desalentar las incursiones mutuas por parte de los calmucos, de los rusos y de los baskires, un pueblo túrquico dominado por Rusia, pero esto no fue llevado a la práctica. Además, la lealtad era a menudo nominal, ya que los calmucos practicaban el autogobierno, basado en un conjunto de leyes que ellos llamaban el "gran código de los nómadas" (Iki Tsaadzhin Bichig).
El Janato calmuco alcanzó su pico de potencia militar y política bajo el Khan Ayuka (1669 a 1724). Durante su época, cumplió con su responsabilidad de proteger las fronteras meridionales de Rusia y realizó numerosas expediciones militares contra sus vecinos de habla túrquica. El éxito de las expediciones militares se llevaron a cabo también en el Cáucaso. El janato experimentó la prosperidad económica a partir del libre comercio con las ciudades fronterizas de Rusia, China, el Tíbet y con los vecinos musulmanes. Durante esta época, los calmucos también mantuvieron estrechos contactos con sus parientes en Oirato Dzungaria, así como el dalái lama en el Tíbet.

## Economía
Kalmukia tiene un sector agrícola desarrollado. Otras industrias desarrolladas incluyen la del procesamiento de alimentos, la petrolífera y el gas.
Como la mayoría de Kalmukia es árido, el riego es necesario para la agricultura. El Esquema de Riego (Черноземельская оросительно-обводнительная система) en el sur de Kalmukia recibe agua de los ríos Térek y Kumá a través de una cadena de canales: los flujos de agua del Térek al Kumá a través del Canal Térek-Kumá, luego al embalse de Chogray en el río Mánych a través del canal Kumá-Mánych y finalmente hasta las estepas de Kalmukia, el cual fue construido en la década de 1970.

## Cultura
La cultura del pueblo calmuco es única al igual que su destino histórico. Sus antiguas raíces están en la milenaria historia de las civilizaciones nómadas de Asia Central. El budismo tibetano introdujo una filosofía desarrollada y el conocimiento multilateral a la cultura.
Actualmente la vida cultural de Kalmukia es diversa y dinámica. Poetas, compositores, pintores, cineastas y arquitectos se mueven en las diversas escuelas y tendencias de la cultura universal y el modernismo. Los últimos años se caracterizan por un interés estable hacia los valores de las culturas nacionales. En la república está presente una serie de centros culturales como el eslavo, kazajo, coreano, alemán, hebreo, de los pueblos de Cáucaso Norte y otros. Predominan las tradiciones kalmukas y rusas.

## Política
El jefe del gobierno en Kalmukia se llama jefe de la república. El presidente de la Federación de Rusia selecciona un candidato y lo presenta al Parlamento de Kalmukia para su aprobación. Si un candidato no es aprobado, el presidente de la Federación de Rusia puede disolver el Parlamento y convocar nuevas elecciones. 
A finales de 1990, se denunció que el gobierno de Kirsán Iliumzhínov gastaba mucho dinero del gobierno en proyectos que tienen que ver con el ajedrez. Estas denuncias fueron publicados en Soviétskaya Kalmykia Segodnia (La Kalmukia soviética hoy), el periódico de la oposición en Elistá. Larisa Yúdina, la periodista que investigó las acusaciones de malversación, fue secuestrada y asesinada en junio de 1998. Dos hombres, Serguéi Vaskin y Boskomdzhiv Tyurbi, que trabajaron en la administración pública local, fueron acusados de su asesinato. Después de prolongadas investigaciones de las autoridades rusas, los dos hombres fueron declarados culpables y encarcelados, pero no había pruebas de que Iliumzhínov fue de ninguna manera responsable.
A partir de 2006, el jefe de la república es Kirsán Iliumzhínov, quien también es presidente de la organización mundial de ajedrez FIDE. Ha gastado gran parte de su fortuna en la promoción del ajedrez en Kalmukia - donde el ajedrez es obligatorio en todas las escuelas primarias - y también en el extranjero. Elistá, la capital de Kalmukia, es la sede torneos internacionales.

## Misceláneo
Velimir Jlébnikov, poeta futurista ruso, pasó los primeros seis años de su infancia entre los calmucos.